# ستيفن تشانغ (شخصية أعمال)
ستيفن تشانغ (بالصينية: 張鑑泉) (و. 1941 – 1993 م) هو شخصية أعمال صيني، ولد في هونغ كونغ البريطانية، توفي في هونغ كونغ البريطانية، عن عمر يناهز 52 عاماً، بسبب نوبة قلبية.

## مناصب
تولى منصب قاضي صلح ‏
.

## التعليم
تعلم في La Salle College ‏
.

## جوائز
حصل على جوائز منها:

نيشان الامبراطورية البريطانية من رتبة قائد